# Freie Stadt

Freistadt ou Freie Stadt fait référence à des villes qui se gouvernent elles-mêmes, quelle que soit la structure fédérale de la zone environnante dans l'ordre politique particulier dans lequel elles s'inscrivent.

## Moyen-Âge
C'était à l'origine le nom donné aux villes qui, au cours des XIIIe et XIVe siècles, ont réussi à se libérer de la domination de leurs archevêques (ou évêques au cours de batailles souvent prolongées. Ils disposaient de presque tous les droits de l'autorité publique, de leur propre législation fiscale, du ban et généralement aussi de la souveraineté judiciaire ; par exemple Cologne, Mayence (jusqu'en 1462), Augsbourg, Worms, Spire, Strasbourg et Bâle.
Contrairement aux villes impériales, une Freie Stadt de l'Ancien Empire ne devait aucun impôt ni allégeance à l'empereur et ne pouvait pas être mises en gage par l'empire. Ils ne pouvaient servir qu'à défendre la ville et à participer à des croisades.

## Début de l’époque moderne
Étant donné que les Freien Städte formaient un groupe avec les Villes impériales à la Diète perpétuelle d'Empire ou au Collège des villes du Reichstag, elles étaient regroupées sous le terme général de Villes impériales libres. C’est à la suite d’un flou linguistique qu’est apparu le terme « Freie Reichsstadt » (en français : « ville impériale libre »).
Les villes libres et villes impériales venues en France du Saint-Empire romain germanique au cours du XVIIIe siècle (par exemple Colmar 1648, Strasbourg 1681 ; Ligue des Dix Villes, mais aussi de nombreux villages impériaux du nord de l'Alsace) étaient appelées Freistädte en France. Ils conservent nombre de leurs droits, mais sont ancrés dans l'organisation administrative française (autorités de la province française d'Alsace, autorités du gouvernement central à Paris).

## XIXesiècle
Il faut faire une distinction entre ces cités-républiques médiévales et les villes impériales libres qui subsistèrent après le Recès d'Empire en 1803, dont Augsbourg et Nuremberg furent annexées par le royaume de Bavière respectivement en 1805 et 1806.
Dans la paix de Tilsit, Napoléon Bonaparte impose de Prusse, entre autres cessions, celle de Dantzig, de ses environs et de la péninsule de Hel. Il déclara la région ville libre. En réalité, Dantzig était totalement dépendante de la France. Les villes libres et hanséatiques (en allemand : Freien und Hansestädte) de Hambourg et de Lübeck, sous occupation française depuis 1806, et la Freie Hansestadt Bremen furent annexées par la France en 1810 pour renforcer le Blocus continental jusqu'à ce que le Congrès de Vienne les reconnaisse, ainsi que Francfort-sur-le-Main, comme Freie Städte en 1815. En tant que cités-États souveraines selon le droit international, elles rejoignirent la Confédération germanique le 8 juin 1815. Depuis le Congrès de Vienne, Cracovie était également une Freie Stadt jusqu'à ce qu'elle soit absorbée par la Galicie autrichienne en 1846 après l'échec du soulèvement de Cracovie.
La Freie Stadt Frankfurt tomba aux mains de la Prusse à la suite de la guerre allemande en 1866, tandis que Hambourg, Brême et Lübeck rejoignirent la Confédération de l'Allemagne du Nord en tant qu'États membres et devinrent partie de l'Empire allemand en tant qu'États fédéraux en 1871. Contrairement à Lübeck, qui avait déjà rejoint l'Union douanière allemande en 1868, Brême et Hambourg sont restées des pays douaniers étrangers jusqu'à la création de leurs propres zones portuaires franches en 1888.

## XXesiècle
Lors de la Gleichschaltung par les nationaux-socialistes en 1933, les parlements des trois villes hanséatiques libres de Brême, Hambourg et Lübeck ont été privés de leurs pouvoirs autonomes. Après la nomination des Reichsstatthalter et la « loi sur la reconstruction du Reich » en 1934, le fédéralisme dans le Reich allemand et avec lui le statut d'État des cités-États a pris fin. En 1937, dans le cadre de la loi du Grand Hambourg, Lübeck fut incorporée à la province prussienne du Schleswig-Holstein avec la perte de toutes les enclaves et, comme les deux autres villes libres, ne portait désormais que le titre de Hansestadt Lübeck.
Un cas particulier est la désignation de la Freie Stadt Danzig, lorsqu'elle était sous la suprématie de la Société des Nations de 1920 à 1939.
Après la fin de la guerre, la Ville hanséatique libre de Brême et la Ville libre et hanséatique de Hambourg furent reconstituées en Länder de la République fédérale d'Allemagne sous leurs anciens noms. La ville hanséatique de Lübeck souhaitait également retrouver son statut de ville libre et hanséatique de Lübeck, qu'elle avait perdu en 1937/38. La demande d'organiser un référendum sur la formation d'un nouveau Land, la Ville libre et hanséatique de Lübeck, a été rejetée par l'arrêt de Lübeck (en allemand : le Lübeck-Urteil) en 1956.
L'utilisation du terme Freie Stadt ou Freistadt dans le passé et le présent dépassait également le sens purement politico-géographique. Par exemple, le 27 novembre 1958, l’Union soviétique dirigée par Nikita Khrouchtchev a exigé dans une note adressée aux puissances occidentales, ce qu’on appelle l’Ultimatum de Khrouchtchev (crise de Berlin), que Berlin-Ouest soit transformé en une « Freie Stadt Westberlin » (démilitarisée) qui serait indépendant de la Allemagne de l'Ouest et des Alliés occidentaux devraient l’être. Mais ils ont rejeté la théorie des trois États.
De plus, il y a un quartier à Copenhague qui s'appelle Freistaden Christiania sans aucun contexte historique correspondant.

## Littérature
- Marion von Dönhoff: Was ist eine „freie Stadt“? Danzig und Triest – keine Modellfälle für Berlin. dans : Die Zeit, Nr. 40/1961.

## Remarque
- (de) Cet article est partiellement ou en totalité issu de l’article de Wikipédia en allemand intitulé « Freie Stadt » (voir la liste des auteurs).

1. ↑  La traduction plus correcte sera donc ville indépendante.
2. ↑  Gesetz über den Neuaufbau des Reichs